# Jasha Rudge
Jasha Rudge (Amsterdam, 7 maart 1996) is een Nederlands acteur en zanger. Hij speelde in diverse films en series, waaronder Kankerlijers, De leerling en Flikken Rotterdam.

## Levensloop

### Acteren
Rudge maakte op 12 februari 2014 zijn acteerdebuut in de bioscoopfilm Kankerlijers waarin hij de hoofdrol van Iwan vertolkte. Een jaar later, in juli 2015, maakte Rudge zijn debuut als televisieacteur in de KRO-NCRV jeugdserie 4JIM. Datzelfde jaar was Rudge tevens te zien in de films De leerling en Safety First: The Movie. In de jaren die volgde speelde Rudge mee in meerdere films, waaronder Hotel de grote L en All You Need Is Love.
In 2018 vertolkte hij de rol van Casper in SpangaS op zomervakantie, daarnaast vertolkte hij in de jaren die volgde meerde kleinere rollen in de series Flikken Rotterdam, Verborgen Verhalen en Flikken Maastricht.

### Muziek
Naast acteren ging Rudge zich vanaf 2018 focussen op zingen, datzelfde jaar in november kwam hij met zijn debuutalbum WOLF. Voor het album werkte hij samen met verschillende artiesten, waaronder Russo en Défano Holwijn. Hierna volgde meerdere nummers, waaronder Baila, Door de kou en Niks online, voordat hij in 2022 zijn ep JASHA en in 2023 zijn ep Bliksem & donder uitbracht.

## Filmografie

### Film
- 2014: Kankerlijers, als Iwan
- 2015: De leerling, als Jeremy
- 2015: Safety First: The Movie, als DJ Jasha
- 2016: Kappen!, als Rene
- 2017: Hotel de grote L, als Akelei
- 2018: All You Need Is Love, als Remy
- 2024: Invasie, als Judsel

### Televisie
- 2015: 4Jim, als Dennis
- 2018: SpangaS op zomervakantie, als Casper
- 2019: Flikken Rotterdam, als Elias 'Shame' Mesquita
- 2022: Verborgen Verhalen, als broer Orlando
- 2024: Flikken Maastricht, als jongen bij terras

## Discografie

### Album
- 2018: WOLF

### Ep's
- 2022: JASHA
- 2023: Bliksem & donder

### Singles
- 2018: Snow
- 2018: Bellen, met Jhorrmountain en Jerra
- 2018: No, met Russo
- 2018: Solo, met Défano Holwijn
- 2018: Ben je met me, met Makkie
- 2018: Feit
- 2018: Als toen, met Azira
- 2018: Gefocust, met Makkie en Défano Holwijn
- 2018: Miljoen, met Washington
- 2018: Bootycall, met Cheyenne Toney
- 2019: Baila, met Cheyenne Toney
- 2020: Door de kou
- 2021: Hoofd omhoog
- 2021: Late Night Story
- 2021: Niks online
- 2022: Bucketlist
- 2022: Verdwijnen, met Chip Charlez
- 2022: Fout
- 2022: Dief in de nacht
- 2022: Calor, met Chip Charlez
- 2022: Geheimen
- 2022: Heimee
- 2023: Camera
- 2023: Bliksem & donder
- 2023: Wat als het lukt
- 2023: Rosalía
- 2023: Hartenbreker
- 2024: Cabrio